# Jobst de Moràvia
Jobst de Moràvia (vers 1354 - Brno 18 de gener de 1411) va ser un membre de la Casa de Luxemburg, Marcgravi de Moràvia, Duc de Luxemburg i Elector de Brandenburg de 1388. El 1410 va ser elegit Rei d'Alemanya (Rei dels Romans). Generalment se'l reconeix com un governant ambiciós i hàbil que va governar Alemanya i va gestionar les lluites de la Casa de Luxemburg al voltant del tron d'Alemanya. Va morir possiblement enverinat aplanant el camí cap a l'elecció del seu rival al tron, Segimon, que posteriorment fou coronat com a Emperador del Sacre Imperi Romanogermànic.